# Intégration européenne

Pays membres de l'Union européenne
Pays candidats reconnus
Pays candidats déclarés
Anciens pays membres
Pays ayant annulé leur candidature et membres de l'Association européenne de libre-échange

L'expression « intégration européenne » désigne le transfert volontaire par un État européen d'une partie de ses compétences juridiques et de sa souveraineté nationale aux institutions des Communautés européennes puis de l'Union européenne ou à d'autres grandes institutions supranationales européennes telles que le Conseil de l'Europe. Il est ainsi question d'intégration économique et politique.

## Définition
Alan Milward définit l'intégration européenne comme un « transfert de souveraineté nationale à une autorité supranationale ».

## Historique de l'étude de l'intégration européenne
Dans son ouvrage Origins and Evolution of the European Union, Desmond Dinan revient sur l'historiographie de l'intégration européennes et les premières tentatives visant à l'expliquer. Revenant sur les écrits de Alan Milward en 1996, Dinan qualifie ce dernier de « principal historien révisionniste de l'intégration européenne » en ce qu'il a renversé la perception dominante des années cinquante qui voyait dans les entités supranationales la fin de l’état-nation.
L'étude de l'intégration européenne n'a pu se développer qu'à partir du début des années 1980, lorsque les documents relatifs aux premières années de l'après-guerre furent déclassifiés en application de la règle des 30 ans (les archives de l'Etat sont ouvertes 30 années après leur production sauf raison de sécurité) en vigueur dans la plupart des démocraties. Ainsi, en 1984, Alan Milward élabora, dans The Reconstruction of Western Europe, une vision de la reconstruction de l'Europe occidentale centrée sur les États européens, et plus sur le rôle dominante des États-Unis et du Plan Marshall comme dans l'historiographie antérieure. Il a prolongé ses réflexions avec The European Rescue of the Nation-State publié en 1992, son ouvrage majeur, dans lequel il explique que l'intégration européenne a servi à renforcer les Etats-nations européens affaiblis par les crises des années trente et quarante, et ne les remplacera pas. Il conteste donc l'approche fédéraliste. Milward faisait partie du Groupe de liaison des historiens auprès de la Commission européenne fondé en 1982, qui a multiplié les travaux sur l'histoire de l'intégration européenne, parfois avec une approche économique et intergouvernementale comme chez Alan Milward, parfois avec une vision de relations internationales, et parfois avec une perspective centrée sur les institutions européennes.

## Théories

### Approche fédéraliste
L'approche fédéraliste est l'une des théories originales visant à expliquer le processus d'intégration, plus particulièrement de l'intégration dans le cadre de l'Union européenne. La théorie avait été supplantée par le néo-fonctionnalisme mais connait un regain d'intérêt depuis les années 2000. Le fédéralisme est défini comme l'existence parallèle d'une gouvernance autonome et d'une gouvernance partagée : ainsi, « les groupes composant l'union fédérale retiennent des pouvoirs et tâches exclusives dans certains domaines, tout en se soumettant volontairement à un contrôle conjoint dans d'autres ».
L'approche fédéraliste connait différents angles d'analyse, dont notamment : l'approche du fédéralisme coopératif qui se concentre sur « l'allocation fonctionnelle des pouvoirs de prise de décision entre les États et le gouvernement fédéral dans les systèmes politiques multi-niveaux »; le fédéralisme dual repose sur une division formelle des pouvoirs entre les différents niveaux.
Le fédéralisme coopératif a été associé à des États fédéraux comme l'Allemagne, la Suisse, l’Australie et les États-Unis mais également à l’Union européenne. La notion, difficile à définir du fait de la nature et de la structure différente des systèmes politiques qu'elle peut servir à définir, comprend plusieurs caractéristiques :
1. L’existence de niveaux multiples de gouvernance ;
2. La notion de participation : participation des entités inférieures au niveau supérieur et fédéral ;
3. La notion de fonctions partagées : l'existence de compétences exclusives à chaque niveau organisationnel et de compétences partagées entre les différents niveaux ;
4. La notion d'institutions coopératives : la nature des relations est constitutionnellement prescrite mais la pratique est soumise à des processus informels.

Selon D. Benson et A. Jordan, l'Union européenne présente certaines des caractéristiques au sein de son « système décisionnel mixte » entre l'intergouvernemental et le supranational, sans pour autant être une fédération. Ainsi, les éléments suivant peuvent être retrouvés :
1. Niveaux multiples de gouvernance : sur le plan économique, il y a un système de gouvernance multi-niveau incarnés par les niveaux nationaux et supranational[9] ;
2. Sur la notion de participation : la coopération intergouvernementale est intégrée car les gouvernements participent directement au processus de décision au niveau de l'Union au sein du Conseil des ministres de l'UE[10] ;
3. Tant les États membres que l'Union ont des compétences exclusives mais beaucoup de politiques tombent dans le domaine des compétences partagées.

### Approche néo-fonctionnaliste
La théorie néo-fonctionnaliste a été élaborée en 1958 par Ernst Haas. Les autres théoriciens du néo-fonctionnalisme sont Leon Lindberg, Joseph Nye ou Philippe C. Schmitter. Elle est issue de l'école de pensée du supranationalisme selon laquelle le système international n'est pas voué à l'anarchie mais peut être institutionnalisé au travers de processus d'intégration qui se renforcent eux-mêmes.
Il s'agissait alors de la conception dominante. Suivant cette théorie, les institutions supranationales et les groupes d'intérêts transnationaux gagnent en autonomie au travers du processus d'intégration, ce qui a un effet transformateur sur les acteurs étatiques.
Le néo-fonctionnalisme de Haas, théorisé dans son ouvrage The Uniting of Europe, repose sur l'idée de spill-over. Le spill-over est la notion selon laquelle l'intégration dans un certain domaine fonctionnel entraîne de facto l'intégration dans les domaines connexes. Il estimait ainsi que l'intégration entrainerait des changements dans les comportements des gouvernements et des autres acteurs qui mèneraient vers davantage d'intégration.

### Approche intergouvernementaliste
L'initiateur de l'intergouvernementalisme comme tentative d'explication du processus d'intégration européenne est Stanley Hoffmann.
Basée sur l'institutionnalisme du choix rationnel issu des théories des relations internationales, l'intergouvernementalisme d'Hoffman fait des gouvernements et des intérêts nationaux les principaux moteurs de l'intégration. Selon sa théorie, les négociations intergouvernementales sont le lieu de prise de décision où les gouvernements nationaux marchandent pour faire prévaloir leurs intérêts propres et où les gouvernements les plus puissants prévalent. S'opposant au néo-fonctionnalisme, l'intégration n'a pas d'effet transformateur sur l’État et les acteurs étatiques.

#### Intergouvernementalisme réaliste
Alan Milward est un tenant de l'intergouvernementalisme réaliste. Il critique Leon Lindberg et Ernst B. Haas car il estime que leurs analyses sont basées sur des évènements historiques spécifiques de l'Europe occidentale des années 1950.
Dans son ouvrage The European Rescue of the Nation-State, Alan Milward adopte une position opposée à celle des néo-fonctionnalistes en ce qu'il rejette l'antithèse intégration-état-nation. Ainsi, il affirme :

« […] l'évolution de la Communauté européenne depuis 1945 fait partie intégrante du processus de réaffirmation de l’état-nation comme concept organisationnel. »

— Alan Milward 1992, p. 3
Alan Milward va même au-delà et estime que les États européens n'auraient pas retenu l'allégeance et le soutien dont ils bénéficient et que l'intégration européenne a permis de soutenir leur reconstruction. Partant de l’avant-guerre, il remarque que l’État – à l'origine fondé sur la puissance, le mythe fondateur et la protection de la propriété – était devenu « un réseau complexe d'obligations politiques mutuelles entre les gouvernants et les gouvernés »,. Les guerres mondiales ont entraîné une augmentation des coûts de l’allégeance des gouvernés à leur État, ce qui a eu pour conséquence d'augmenter les obligations que les États avaient envers leurs citoyens. Ceci les a donc forcé à réformer leur système politique afin de répondre en tout temps – c'est-à-dire en temps de guerre et en temps de paix – aux besoins des gouvernés. Selon Milward, l'enjeu sécuritaire a également joué un rôle puisqu'il note que sur les 26 États européens existant en 1938, près de 20 avaient été annexés, occupés ou transformés en États satellites.
Alan Milward rejette également le fait que l'interdépendance économique des États ait crû depuis 1950 – ce qui aurait alors entraîné selon le néo-fonctionnalisme un spill-over – et estime que l'étendue de l'interdépendance était même plus importante en 1890 et 1914 que dans les années 1950.
Pour soutenir sa théorie, Milward prend trois exemples :
- la façon dont la Belgique a réagi au plan Schuman : l'adhésion aux traités était perçue comme un moyen de garantir l'intérêt national de la Belgique vis-à-vis de l'Allemagne et de la France. Les raisons de la participation seraient donc le maintien de la sécurité de la Belgique (notamment en garantissant que sa voix soit entendue dans les institutions), le soutien de la Communauté européenne du charbon et de l'acier en vue de fournir de l'emploi, d'améliorer le bien-être et accroitre l'influence du gouvernement belge[17].
- l'apparition de la Communauté économique européenne (aspect économique et croissance internationale), et
- le maintien des revenus agricoles par la politique agricole commune.

#### Intergouvernementalisme libéral
Le principal théoricien de cette approche est Andrew Moravcsik. L'étude de Moravcsik, dans The Choice for Europe, va plus loin que les travaux de Milward en ce qu'elle se concentre seulement sur les intérêts commerciaux des grands États membres.
Son principal objet d'étude est l'Acte unique européen qui est selon lui le plus petit dénominateur commun obtenu par un « marchandage » intergouvernemental confrontant les préférences des principaux États membres. Il prend également d'autres exemples : la négociation des traités de Rome, la consolidation du marché commun, le lancement du système monétaire européen, et la négociation du traité de Maastricht.

## Formes d'intégration européenne
L'intégration européenne a pris plusieurs formes au cours de l'histoire, tendant à la fois — pour certaines institutions — vers l'intergouvernementalisme (comme méthode de fonctionnement, et non comme théorie politique) et vers le supranationalisme (comme méthode de fonctionnement).
Le Conseil de l'Europe est la première organisation européenne quant au nombre de membres.
À l'inverse, l'Union européenne est l'organisation européenne la plus intégrée.